# Lê Thành Nhơn (họa sĩ)
Lê Thành Nhơn (17 tháng 11 năm 1940 - 4 tháng 11 năm 2002) là một họa sĩ và điêu khắc gia Việt Nam. Ông được biết đến nhiều nhất nhờ vào tác phẩm Tượng đài Phan Bội Châu ở Huế.

## Tiểu sử
Ông sinh tại Thủ Dầu Một. Sau khi học xong trung học, ông thi đậu vào Trường Quốc gia Cao đẳng Mỹ thuật Sài Gòn nơi ông tốt nghiệp thủ khoa. Đồng khóa với ông là họa sĩ Đỗ Quang Em.
Năm 1966 ông nhập ngũ Quân đội Việt Nam Cộng hòa được bốn năm thì giải ngũ với cấp thiếu úy sau khi bị thương.
Trong đời sống dân sự ông làm giáo sư trường Mỹ nghệ Thực hành Bình Dương rồi trường Cao đẳng Mỹ thuật Sài Gòn cùng trường Mỹ thuật Huế và Đại học Cộng đồng Duyên Hải (Nha Trang). Trong thời gian này ông cho ra mắt những tác phẩm như tượng Quan Thế Âm tại chùa Liễu Quán, Huế; tượng Phật Thích Ca cao 4,5 m tại chùa Huệ Nghiêm, Phú Lâm; tượng Lê Văn Đệ ở sân trường Cao đẳng Mỹ thuật Sài Gòn; và tượng Phan Thanh Giản cao 3 m. Bức tượng sau cùng này sau năm 1975 đã bị phá hủy. Tượng Lê Văn Đệ cũng không còn nữa.
Năm 1975 ông rời Việt Nam tỵ nạn sang Úc và định cư tại Melbourne. Ông tiếp tục sáng tác và được mời giảng dạy khoa kiến trúc tại trường Đại học RMIT ở Melbourne. Năm 1976, ông đoạt giải thưởng Asian Arts Exhibition & Competition và được mời tham dự Ngày hội Họa Sĩ do Morning Arts tổ chức năm 1979. Bên cạnh đó, một trong những tác phẩm chính của ông là bức tranh sơn dầu "Những Nhạc Công" được vẽ vào năm 1977 và được định giá 11.500 USD mười năm sau đó.
Họa sĩ Lê Thành Nhơn sống giữa Paris vẽ về Việt Nam. Một số tác phẩm hội họa và điêu khắc của ông nay được trưng bày ở Đại học Monash tại Melbourne, Viện Bảo tàng Quốc gia Úc tại Canberra và Viện Bảo tàng Di dân tiểu bang Victoria. Nổi tiếng nhất trong những điêu khắc của ông là tượng chân dung nhà chí sĩ Phan Bội Châu bằng đồng cao 3,5 m ở Huế.